# Алигени
Алигени е един от главните притоци на река Охайо; който тече в източната част на Съединените щати. Алигени се слива с река Мононгахела, за да образуват заедно река Охайо при град Питсбърг, щата Пенсилвания.

## География
Реката е дълга около 325 mi (523 km) и пресича щатите Ню Йорк и Пенсилвания. Тя има водосборен басейн от 11 580 sq mi (30 000 km2) в северната част на Алигейнското плато, явявайки се най-североизточната част на басейна на река Мисисипи. Нейните притоци достигат на 8 mi (13 km) от езерото Ери, в югозападната част на Ню Йорк.
Долината на реката е един от най-продуктивните райони за добив на изкопаеми горива, с големи находища на въглища, нефт и природен газ.

## Етимология
Името Алигени вероятно идва от дума на езика Ленапе – уелик хане (welhik ханэ) или ооликанна (oolikhanna), което се превежда като „добре течащата река от хълмовете“ или "красив поток'. В легенда на ленапе се говори за племе, което се нарича „алигеви“ и са живели в миналото по поречието на реката.
Следващата история за произхода на името Алигени е дадена през 1780 г. от Моравския мисионер Дейвид Зайсбергер: "всичко в тази земя и региона, заедно с реките и води, които се вливат в Aлигени, делаварите нарича Алигеуиненк (Alligewinenk), което означава „земята, в която са пристигнали от далечни краища'. Реката сама по себе си обаче се нарича Алигеуи сипо (Alligewi Sipo). Белите са направили Алигене от това. Шестте Нации наричат тази река Охайо.“
Индианците като Лени-Ленапе и ирокезите считат Алигени и Охайо за основен път, подобно на важността на днешната междущатска магистрала 86 в щата Ню Йорк.

## Течение
Алигени извира в северна централна Пенсилвания, от Коб Хил в централен Потър Каунти, на около 10 мили (16 км) южно от границата на Ню Йорк. Тя тече на запад покрай Коудърспорт след това завива на север при Порт Алигейни и продължава през западен Ню Йорк, на запад пресичайки южната част на окръг Катарагус, преминавайки през Портвил, Олийн, Св. Бонавентура и Саламанка, тече през земята на индианците сенека близо до северната граница на Щатския Парк Алигени, след това се връща в северозападна Пенсилвания, на около 20 мили (32 км) югоизточно от Джеймстаун, Ню Йорк.
От тук тя поема в по-широк зигзакообразен курс, течейки на юг през западна Пенсилвания като преминава през Уорън, Tайдиут, Tионеста, Оил Сити, и Франклин. Южно от Франклин реката завива на югоизток през окръг Кларион като образува меандри, след това отново се обръща на югозапад, пресичайки окръг Армстронг и преминава през Киттанинг, Форд Сити, Клинтън, и Фрийпорт.
Реката влиза в окръзите Алигейни и Уестморланд и навлиза в предградията на Питсбърг от североизток. Но преди това преминава през редица градове разположени по нейното течение. Алигени се слива с река Мононгахела в долната част на град Питсбърг, щата Пенсилвания, за да образуват двете заедно река Охайо.

## Притоци
По своето течение река Алигени приема водите на редица реки и потоци, най-важни от които са:
- Потато Крийк
- Олийн Крийк
- Тунунгуант (Туна) Крийк
- Грейт Вали Крийк
- Литъл Вали Крийк
- Кинзуа Крийк
- Конеуанго Крийк
- Брокънстроу Крийк
- Тионеста Крийк
- Оил Крийк
- Френч Крийк
- Кларион Ривър
- Крукед Крийк
- Кискиминетас Ривър
- Бъфало Крийк

Отделно от това по Алигени има изградени осем шлюза и язовира.

## История
През 16 век контрола над речната долина преминава от Алгонкинскоговорещите шоуни в ръцете на ирокезите. Към момента на пристигането на французите в началото на 18 век, шоуните отново владеят долината и влизат в съюз с французите срещу нахлуването на британските селища в Алигейнските планини. Конфликтът породен от разширяването на британските селища в долината на Алигени и страната Охайо е основната причина за Седемгодишната война през 1750-те години. По време на войната селото Китанинг – основното село на шоуните на реката е напълно унищожено от британските сили от централна Пенсилвания.
Британците, след получаването на контрол над този район в 1763 г. затварят долината за заселване. Натискът да се отвори долината става една от причините за избухването на Американската война за независимост. След края на войната цялата долина става част от Съединените щати.
През 19 век реката се превръща в основно средство за транспорт в горната част на долината на Охайо, по-специално за превоз на въглища. Въпреки че строителството на железопътни линии намалява значението на реката, в долното течение тя продължава да служи за търговски транспорт.
През 1965 г., e завършен язовира Кинзуа, който е предназначен за контрол на наводненията в северозападна Пенсилвания. Язовира залива част от земята, която е дадена „завинаги“ на сенека през 1794 г. с договора от Канандаигуа.
Строителството на язовира и напълването му принуждават жителите на малките селца Коридона и Kинзуа също да се преместят.
Много известни хора се противопоставят на изграждането на язовира, заради вредите, които той може да нанесе на земите на сенеките. По време на кампанията за президентските избори в САЩ през 1960 г. Джон Ф. Kенеди обещава на сенеките, че ще се противопостави на строителството на язовир в случай на избирането му за президент. Той не успява да изпълни обещанието си.

## Населени места по поречието на реката

### Ню Йорк
- Алигени
- Карлтън
- Олийн
- Портвил
- Саламанка

### Пенсилвания
- Брекънридж
- Чизуик
- Коудърспорт
- Етна
- Форд Сити
- Фрийпорт
- Спрингдейл
- Шарпсбърг
- Питсбърг
- Оил Сити